# Dikeslånke
Dikeslånke (Callitriche stagnalis) är en växtart i familjen grobladsväxter. 

## Externa länkar

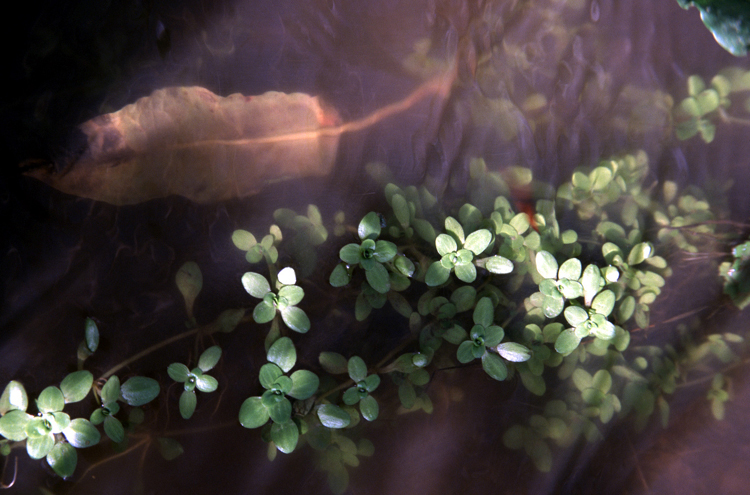